# NFAT5
NFAT5（nuclear factor of activated T-cells 5）またはTonEBP（tonicity-responsive enhancer binding protein）は、浸透圧ストレスに関与する遺伝子の発現を調節する転写因子であり、ヒトではNFAT5遺伝子にコードされる。
NFAT5は転写因子のNFATファミリーのメンバーである。このファミリーに属するタンパク質は、免疫応答時の遺伝子の転写誘導に中心的役割を果たす。NFAT5は、哺乳類細胞で浸透圧ストレスによって誘導される遺伝子の発現を調節する。このタンパク質はホモ二量体として存在し、DNAエレメントと安定な複合体を形成する。NFAT5遺伝子には異なるアイソフォームをコードする複数の転写バリアントが存在する。

## 浸透圧ストレス
腎臓、皮膚、そして目を構成する組織は、しばしば浸透圧ストレスにさらされる。細胞外環境が高浸透圧の場合、細胞は水分を喪失して収縮する。細胞はこれに対抗して水分の喪失を少なくするために、ナトリウムの取り込みを増加させる。しかしながら、細胞内のイオン濃度の増大は細胞にとって有害である。その代わりに、細胞は有機オスモライトの細胞内濃度を増加させる酵素やトランスポーターの合成によって対処を行うこともできる。有機オスモライトは過剰なイオンの蓄積よりも毒性が低く、同様に水分の保持を助けることができる。高浸透圧条件下では、NFAT5が合成されて核内に蓄積する。NFAT5は、アルドースレダクターゼ（AR）、塩化ナトリウム/ベタイン 共輸送体（SLC6A12）、ナトリウム/myo-イノシトール共輸送体（SLC5A3）、タウリントランスポーター（SLC6A6）、神経障害標的エステラーゼの遺伝子の転写を促進する。これらは、有機オスモライトの産生や取り込みに関与している。さらに、NFAT5は熱ショックタンパク質、Hsp70、浸透圧ストレスタンパク質を誘導する。NFAT5はサイトカインの産生への関与も示唆されている。
腎細胞や免疫細胞でNFAT5が阻害されると、これらの細胞の浸透圧トスレスに対する感受性が大きく高まることが示されている。NFAT5を欠くマウスでは、腎髄質で大規模な細胞喪失がみられる。さらに、目でドミナントネガティブ型のNFAT5を発現しているマウスは細胞外が高浸透圧の環境下での生存が低下する。

## 構造
NFATファミリーは、NFATc1、NFATc2、NFATc3、NFATc4、NFAT5の5つのメンバーからなる。このファミリーのタンパク質は体中のほぼすべての組織で発現しており、サイトカイン発現の転写調節因子として知られる。その中でも、NFAT5は高浸透圧ストレス応答系の重要な構成要素である。NFAT5のcDNAは、ヒト脳cDNAライブラリから初めて単離された。その後の解析により、NFAT5はRelファミリーのメンバーであることが明らかにされた。このファミリーには、NF-κBやNFATタンパク質が含まれる。他のRelタンパク質と同様、NFAT5には保存されたDNA結合ドメインであるRel相同ドメイン（RHD）を持つ。RHDを除くと、NFAT5とNF-κBや他のNFATタンパク質との類似性は見られない。他の差異としてはカルシニューリンのドッキング部位が存在しないことが挙げられ、この部位は他のNFATタンパク質の核内輸送に必要である。その代わりにNFAT5は常に核内に存在し、その活性と局在はカルシニューリンを介した脱リン酸化には依存していない。

## 活性化機構

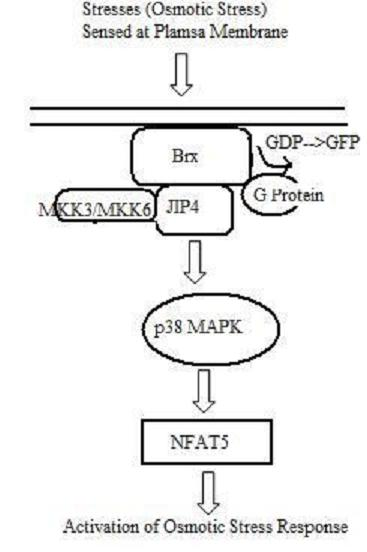
NFAT5を介した浸透圧ストレス応答経路

細胞が浸透圧ストレスを検知する正確な機構は不明であるが、浸透圧ストレスによって、細胞膜付近に局在するグアニンヌクレオチド交換因子（GEF）であるBrxが細胞骨格構造の変化を介して活性化されることが示唆されている。また、Brxは細胞膜に位置する浸透圧センサー分子との相互作用の変化によって活性化されている可能性もある。Brxの活性化に伴って、BrxのGEFドメインはRhoファミリーGタンパク質を不活性なGDP結合型から活性型であるGTP結合型へ変換する。さらに、活性化されたBrxはp38 MAPK特異的足場タンパク質であるJIP4をリクルートして物理的に相互作用する。JIP4は下流のキナーゼであるMKK3とMKK6に結合する。その後、この複合体はp38 MAPKを活性化する。p38 MAPKの活性化はCDC42とRAC1によって調節される。p38 MAPKの活性化はNFAT5の発現に必要な段階である。
高浸透圧後のNFAT5の発現は、p38 MAPKに依存している。p38 MAPKの阻害剤の添加は、浸透圧ストレスシグナルが存在しない場合でも、NFAT5の発現の低下と相関している。p38 MAPKのリン酸化による活性化はc-Fosとインターフェロン制御因子（IRF）を活性化すると考えられており、これらはそれぞれAP-1結合部位とISRES（interferon stimulated response element）に結合する。これらの部位への結合によって、標的遺伝子の転写が活性化される。

## その他の役割
NFAT5は細胞増殖にも関与している。NFAT5のｍRNAの発現は増殖中の細胞で特に高い。胎児線維芽細胞でのNFAT5の阻害は、細胞周期の停止を引き起こす。

## 関連文献
- “NF-AT5: the NF-AT family of transcription factors expands in a new direction.”. Cold Spring Harb. Symp. Quant. Biol. 64 (1):  517–26. (2001). doi:10.1101/sqb.1999.64.517. PMID 11233530.
- “NFAT: ubiquitous regulator of cell differentiation and adaptation.”. J. Cell Biol. 156 (5):  771–4. (2002). doi:10.1083/jcb.200111073. PMC 2173310. PMID 11877454.
- “Prediction of the coding sequences of unidentified human genes. XII. The complete sequences of 100 new cDNA clones from brain which code for large proteins in vitro.”. DNA Res. 5 (6):  355–64. (1999). doi:10.1093/dnares/5.6.355. PMID 10048485.
- “Tonicity-responsive enhancer binding protein, a rel-like protein that stimulates transcription in response to hypertonicity.”. Proc. Natl. Acad. Sci. U.S.A. 96 (5):  2538–42. (1999). Bibcode: 1999PNAS...96.2538M. doi:10.1073/pnas.96.5.2538. PMC 26820. PMID 10051678.
- “NFAT5, a constitutively nuclear NFAT protein that does not cooperate with Fos and Jun.”. Proc. Natl. Acad. Sci. U.S.A. 96 (13):  7214–9. (1999). Bibcode: 1999PNAS...96.7214L. doi:10.1073/pnas.96.13.7214. PMC 22056. PMID 10377394.
- “Isolation and characterization of novel CAG repeat containing genes expressed in human brain.”. DNA Seq. 10 (1):  1–6. (2000). doi:10.3109/10425179909033929. PMID 10565538.
- “Purification, identification, and characterization of an osmotic response element binding protein.”. Biochem. Biophys. Res. Commun. 270 (1):  52–61. (2000). doi:10.1006/bbrc.2000.2376. PMID 10733904.
- “The NFAT-related protein NFATL1 (TonEBP/NFAT5) is induced upon T cell activation in a calcineurin-dependent manner.”. J. Immunol. 165 (9):  4884–94. (2000). doi:10.4049/jimmunol.165.9.4884. PMID 11046013.
- “Assignment of transcription factor NFAT5 to human chromosome 16q22.1, murine chromosome 8D and porcine chromosome 6p1.4 and comparison of the polyglutamine domains.”. Cytogenet. Cell Genet. 90 (1–2):  68–70. (2000). doi:10.1159/000015665. PMID 11060450.
- “Bridging the NFAT and NF-kappaB families: NFAT5 dimerization regulates cytokine gene transcription in response to osmotic stress.”. Immunity 15 (1):  47–58. (2001). doi:10.1016/S1074-7613(01)00165-0. PMID 11485737.
- “Genomic organization of the human NFAT5 gene: exon-intron structure of the 14-kb transcript and CpG-island analysis of the promoter region.”. Cytogenet. Cell Genet. 93 (3–4):  239–41. (2001). doi:10.1159/000056990. PMID 11528118.
- “Structure of a TonEBP-DNA complex reveals DNA encircled by a transcription factor.”. Nat. Struct. Biol. 9 (2):  90–4. (2002). doi:10.1038/nsb749. PMID 11780147.
- “Activity of the TonEBP/OREBP transactivation domain varies directly with extracellular NaCl concentration.”. Proc. Natl. Acad. Sci. U.S.A. 99 (2):  739–44. (2002). Bibcode: 2002PNAS...99..739F. doi:10.1073/pnas.241637298. PMC 117375. PMID 11792870.
- “The characterization and purification of a human transcription factor modulating the glutathione peroxidase gene in response to oxygen tension.”. Mol. Cell. Biochem. 229 (1–2):  73–83. (2002). doi:10.1023/A:1017921110363. PMID 11936849.
- “Fyn and p38 signaling are both required for maximal hypertonic activation of the osmotic response element-binding protein/tonicity-responsive enhancer-binding protein (OREBP/TonEBP).”. J. Biol. Chem. 277 (48):  46085–92. (2003). doi:10.1074/jbc.M208138200. PMID 12359721.
- “The CD23b promoter is a target for NF-AT transcription factors in B-CLL cells.”. Biochim. Biophys. Acta 1588 (1):  41–7. (2002). doi:10.1016/s0925-4439(02)00114-x. PMID 12379312.
- “Protein-protein interactions between large proteins: two-hybrid screening using a functionally classified library composed of long cDNAs.”. Genome Res. 12 (11):  1773–84. (2003). doi:10.1101/gr.406902. PMC 187542. PMID 12421765.